# Indi (colorant)
|  | Per a altres significats, vegeu «Indi (color)». |

L'indi, anyil (i en molts idiomes indigo) és un colorant provinent principalment de l'anyil autèntic que serveix per tenyir teixits (també els pantalons texans en el seu origen). La molècula que conté es diu indigotina.

## Història
Els antics egipcis ja utilitzaven aquest colorant.
El 1882, Adolf von Baeyer i Viggo Drewsen proposaren el primer mètode de síntesi química de la indigotina a partir del 2-nitrobenzaldehid i de l'acetona.

## Propietats fisicoquímiques
La indigotina es presenta sota la forma de pols cristal·lina que sublima entre 390 °C i 392 °C. És insoluble en aigua, etanol o èter, però és soluble en el cloroform, el nitrobenzè o l'àcid sulfúric concentrat i molt soluble en el DMSO (dimetilsulfòxid).
Per la descomposició de l'indi es pot produir anilina i l'àcid pícric, entre d'altres.
L'indi tractat amb àcid sulfúric dona un color blau-verd; aquest color va aparèixer al segle xviii i en francès va rebre el nom de bleu de Saxe o carmin d'indigo.
L'indi té una estructura gairebé idèntica a la porpra de Tir, colorant clàssic obtingut de la conquilla de cargols marins.

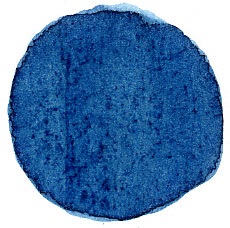
Colorant extret de l'anyil autèntic sobre un full de paper
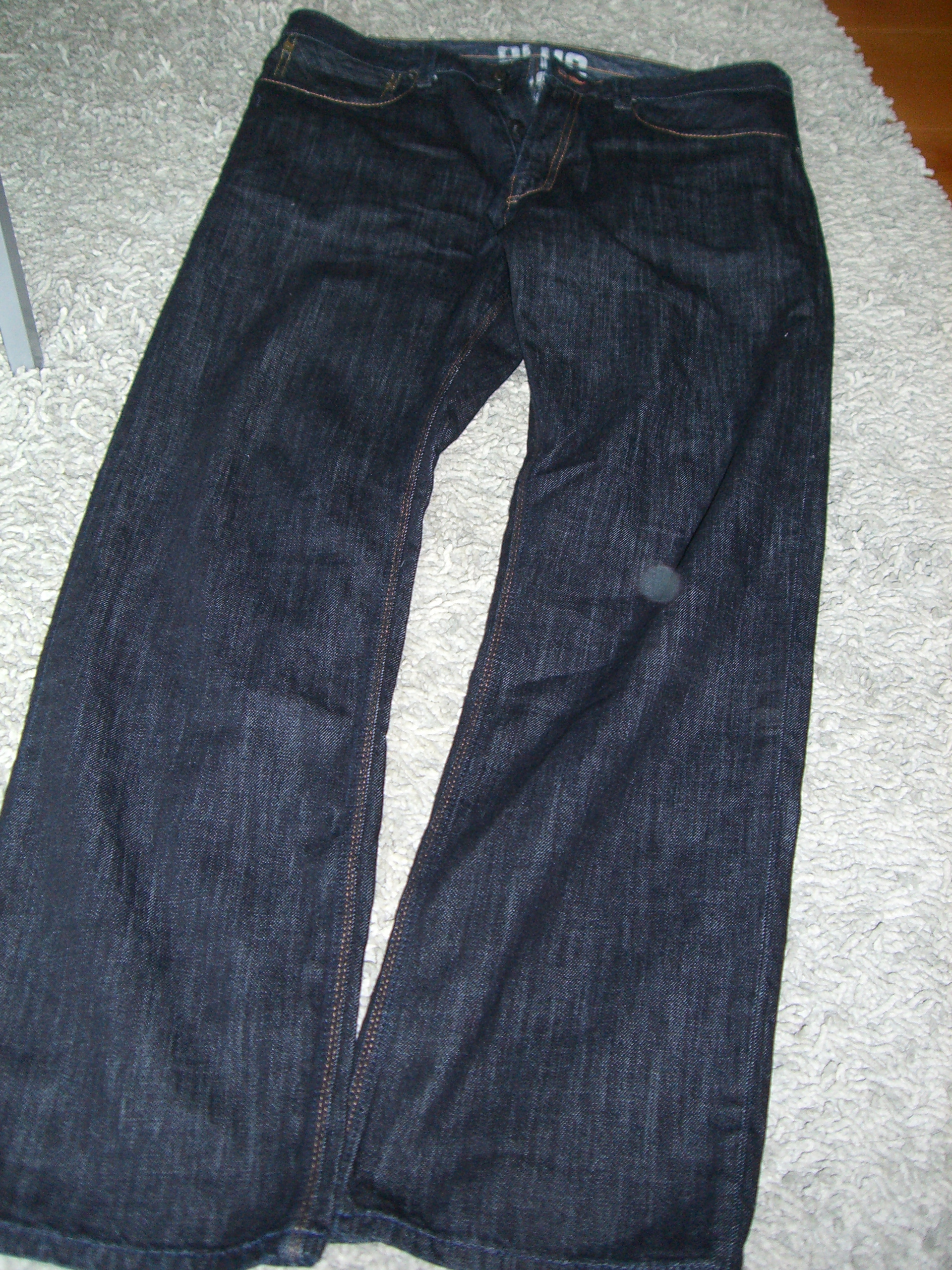
Uns texans clàssics acolorits amb la indigotina
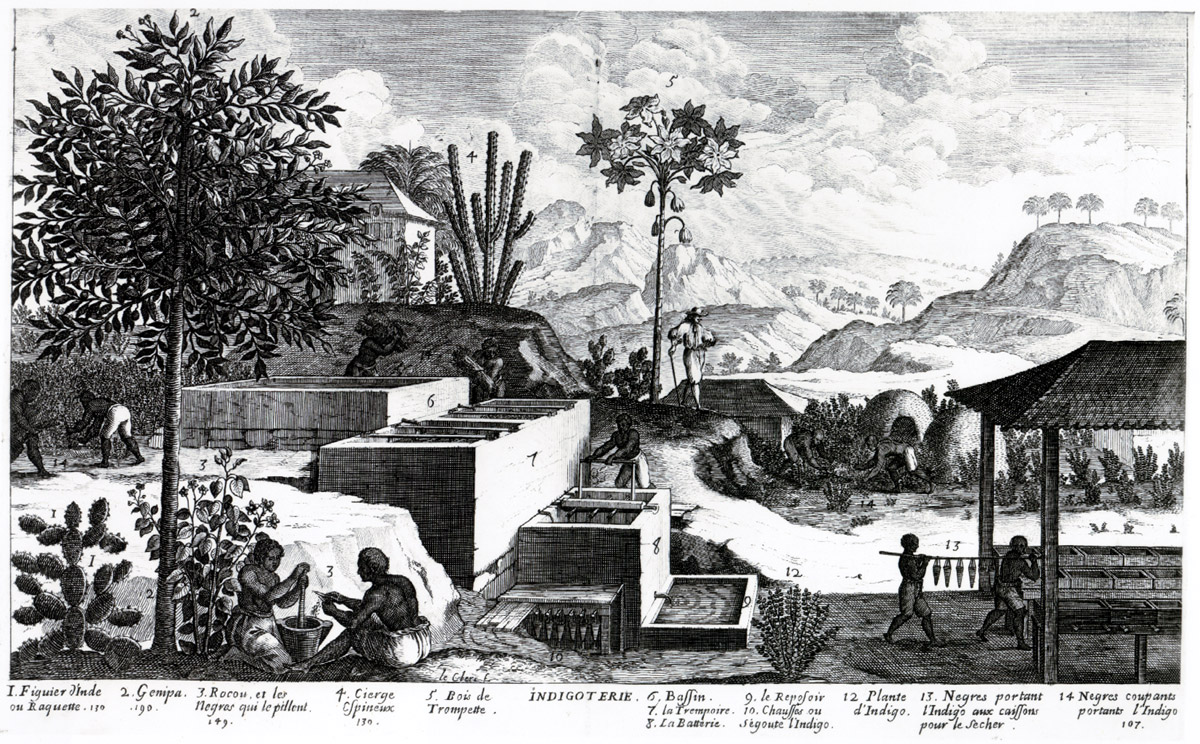
Jean-Baptiste du Tertre, Histoire générale des Antilles (1667)
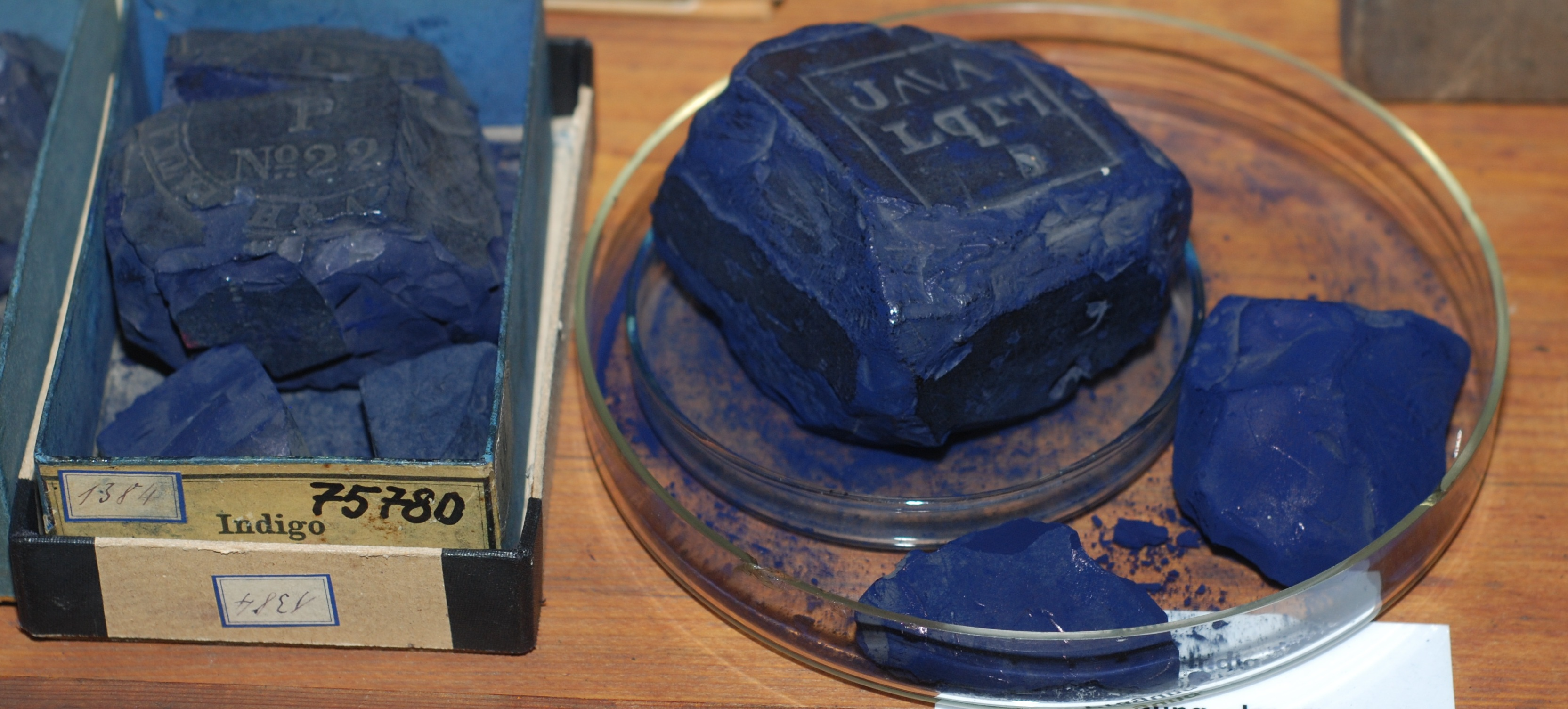
Indi, Historical dye collection of the Technical University of Dresden, Germany

## Producció i síntesi
La substància es presenta de manera natural en l'indican, substància incolora i soluble en aigua. L'indican es pot hidrolitzar fàcilment en β-D-glucosa i indoxil. Una oxidació, per exemple per simple exposició a l'aire, transforma l'indoxil en indi.
A causa de la seva importància econòmica, l’indi s'ha preparat per diferents mètodes. La síntesi de l’índex de Baeyer-Drewson es remunta al 1882. Implica una condensació aldòlica d’o-nitrobenzaldehid amb acetona, seguida de ciclització i dimerització oxidativa a índigo. Aquesta ruta és molt útil per obtenir índigo i molts dels seus derivats a escala de laboratori, però es va demostrar poc pràctica per a la síntesi a escala industrial. Johannes Pfleger i Karl Heumann van acabar amb la síntesi de producció industrial en massa.
La primera via comercialment pràctica de producció d’indigo l’acredita a Pfleger el 1901. En aquest procés, la N-fenilglicina es tracta amb una barreja fosa d’hidròxid de sodi, hidròxid de potassi i sodamida. Aquesta fosa altament sensible produeix indoxil, que posteriorment s'oxida a l’aire per formar índigo. Actualment encara s'utilitzen variacions d’aquest mètode. Heumann va acreditar una ruta alternativa i també viable a l’indigo el 1897. Es tracta d’escalfar N- (2-carboxifenil) glicina a 200 ° C (392 ° F) en una atmosfera inert amb hidròxid de sodi. El procés és més fàcil que el mètode Pfleger, però els precursors són més cars. Es genera àcid indoxil-2-carboxílic. Aquest material es descarboxila fàcilment per donar indoxil, que s'oxida a l’aire per formar índigo. La preparació del colorant índigo es practica a les classes de laboratori universitari segons la ruta original de Baeyer-Drewsen.